# Eduard Mörike
Eduard Friedrich Mörike (Ludwigsburg, 1804. szeptember 8. – Stuttgart, 1875. június 4.) német költő, író, fordító, az ókori görög és latin elégia kiváló ismerője. Evangélikus lelkész is volt egyben, de egész életében viaskodott önmagával „hivatását” illetően.

## Élete
Mörike apja Karl Friedrich Mörike orvos volt, anyja egy lelkész lánya Charlotte Dorothea szül. Bayer, a házaspár hetedik gyermeke volt, összesen tizenkét testvére volt. Miután apja 1817-ben elhalálozott, nagybátyjához, Eberhard Friedrich Georgiihoz került Stuttgartba, aki unokaöccse számára lelki hivatást szánt.
Mörike egy évig járt egy stuttgarti gimnáziumba, majd 1818-tól az evangélikus urachi szemináriumba, majd egy humanista gimnáziumba a tübingeni kolostorba 1822 és 1826 között. Bár iskolai teljesítménye csak közepes volt, az urachi szeminárium mégis felvette őt, ott ismerkedett meg az ókori klasszikusokkal. Ez az élmény meghatározó maradt élete során, úgymint azok a szintén életre szóló barátságok, amiket itt kötött.
1823-ban találkozott Mörike egy ludwigsburgi fogadóban az ott kiszolgáló Maria Meyerrel (1802–1865). Maria szépsége állítólag mesés volt, Mörike viharosan beleszeretett a titokzatos szépségbe, de nővére ezen annyira fel volt háborodva, hogy Mörike megszakította a kapcsolatot vele és 1823 év végére a levelezés is abbamaradt. A lány javaslatot tett egy újabb nyári találkozásra, de erre Mörike nem is válaszolt. Ezen fájdalmas tapasztalatnak köszönheti az utókor a Peregrina-versciklust.
Közepes szemináriumi vizsgáját nyolc évig tartó vikáriusi időszak következett, amelyet Mörike a poklok poklaként élt meg. Folyamatosan áthelyezték; 1826 Oberboihingen, Möhringen; 1827 Köngen; 1829 Pflummern, Plattenhardt (itt eljegyezte Luise Raut, az elhalálozott lelkész lányát, 1833-ban feloldották), Owen; 1831 Eltingen; 1832 Ochsenwang, 1833 Weilheim an der Teck, újra Owen, Ötlingen. Lelkipásztori tevékenységét 1827 decemberétől 1829 februárjáig szüneteltette, egészségügyi okokból szabadságra ment, amelynek részben oka lehetett Luise nővére halála. Hosszú szabadságának másik oka, hogy nagyon elégedetlen volt életével és kételkedett az egyházi életpályájában.
Sokkal szívesebben foglalkozott volna kizárólag költészettel, de nem merte megkockáztatni, hogy mint annak idején Hölderlin, kizárólag az írásból próbáljon megélni. A Friedrich Gottlob Franckhkal kötött szerződését, amelyben kötelezte volna magát annak kiadványába, a „Damen-Zeitung” (Hölgy Újságba) írandó értekezésekre, az évi 600 guldenes honorárium ellenére felbontotta.
Az 1867-1873 közötti időszakban a költő családon belüli feszültségei miatt több helyen is élt. 1867-ben Lorchba költözött, majd onnan 1869-ben ismét Stuttgartba, 1870-ben Nürtingenbe, majd 1871-ben ismét Stuttgartba.
1875-ben Mörike ágyhoz kötött lett. Röviddel halála előtt megbékélt feleségével. Mörikét Stuttgart Pragfriedhofban temették el.
Kosztolányi Dezső írja róla: "Csodálatos, fojtott bensőség, arányos szépség, templomi áhítat van a verseiben." (Idegen költők anthológiája II., 1937, Révai, Budapest, 89. old.)

## Művei
- Maler Nolten
- Gedichte
- Lucie Gelmeroth
- Der Schatz
- Der Bauer und sein Sohn
- Die Regenbrüder
- Die Idylle vom Bodensee
- Das Stuttgarter Hützelmännlein
- Die Hand der Jezerte
- Mozart auf der Reise nach Prag

## Magyarul
- Mörike Edeː Mozart prágai utazása. Beszély; ford. B. I.; Franklin, Bp., 1895 (Olcsó könyvtár)
- Mozart prágai utazása; ford. Cserna Andor; Rózsavölgyi, Bp., 1922 (Kis Helikon)
- Mozart prágai utazása; ford. Gáspár Endre; Parnasszus, Bp., 1947 (Parnasszus könyvtár)
- Mozart prágai utazása; ford., utószó Lengyel Balázs; Új Magyar Kiadó, Bp., 1956
- A varázscipő. Mese; ford. Honti Irma; Magyar Helikon, Bp., 1959